# Álamgír Šáh II.
Álamgír Šáh II. (v jazyce Urdu: عالمگير ثانی), celým jménem  Azíz ad-Din Abul-Adl Muhammad Álamgír (16. června 1699 Multán ve státě Madhjapradéš, 29. listopadu 1759 poblíž Dillí) byl 14. indický císař severní Mughálské říše, který nastoupil na trůn 3. června 1754 a vládl převážně jen prostřednictvím svých regentů pět a půl roku, až do zavraždění v roce 1759.

## Život
Korunní princ Azíz ad-Din se narodil jako druhý syn císaře Džahandára Šáha, který vládl pouze krátce v letech 1712–1713, jeho matka se jmenovala Anup Bai. Álamgír II. nastoupil na trůn 2. června 1754 s podporou regenta Ghazíuddina Imad ul-Mulka, vnuka Nizáma z Haidarabádu, a přijal jméno Álamgír s odkazem na šáha Aurangzeba Álamgíra, jehož přísnou víru si vzal za vzor. 

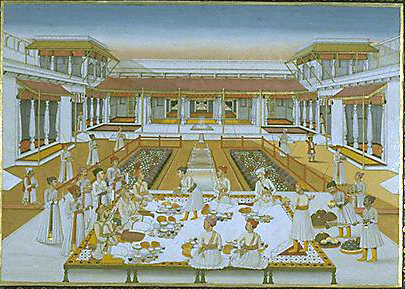
Imad ul-Mulk pořádá banket v císařském paláci

 Imad ul-Mulk s pomocí Marathů předtím svrhl jeho předchůdce Ahmada Šáha Bahádura a jmenoval se předsedou vlády (wazir-i mamalik). Pevně držel správu státu ve svých rukou, zatímco Álamgír II. byl jen loutkovým vládcem a nesměl opustit svůj palác v Červené pevnosti v Dillí.
V lednu roku 1757 vpadl do země afghánský Ahmad Šáh Durrání s vojskem Durránské říše a podporou Paštúnů, vyhlásil Indům posvátnou válku džihád, cestou vyplenil posvátné místo Mathura ve státě Uttarpradéš a vstoupil do Dillí. Imad ul-Mulk uprchl, ale Álamgír Šáh II. si své místo udržel. Neměl však moc ani vojenskou sílu, aby mohl čelit sporu mezi afghánským předsedou vlády a Imadem ul-Mulkem, který se spojil s Maráthy, aby se mohl vrátit do Dillí. 29. listopadu 1759 Álamgír odmítl přijmout nadvládu Afghánců, a proto jej Imad ul-Mulk zajal a dal zavraždit. Jeho nástupcem se stal Aurangzebův pravnuk, princ Muhi-ul Millat (*1711). Na trůn nastoupil pod jménem Šáh Džahán III. a vládl necelý rok, od 10. prosince 1759 do 10. října 1760. Po jeho sesazení se vlády ujal Álamgírův nejstarší syn Alam Šáh II.